# NGC 5212
NGC 5212 este o galaxie spirală situată în constelația Fecioara. A fost descoperită în 24 aprilie 1830 de către John Herschel.